# Polystichum fugongense
Polystichum fugongense är en träjonväxtart som beskrevs av Ren-Chang Ching och W. M. Chu. Polystichum fugongense ingår i släktet Polystichum och familjen Dryopteridaceae. Inga underarter finns listade.